# Nectandra canaliculata
Nectandra canaliculata är en lagerväxtart som beskrevs av J.G. Rohwer. Nectandra canaliculata ingår i släktet Nectandra och familjen lagerväxter. Inga underarter finns listade i Catalogue of Life.